# Municipio de Salisbury (condado de Lancaster)
El municipio de Salisbury (en inglés: Salisbury Township) es un municipio ubicado en el condado de Lancaster en el estado estadounidense de Pensilvania. En el año 2000 tenía una población de 10.012 habitantes y una densidad poblacional de 92.4 personas por km².

## Geografía
El municipio de Salisbury se encuentra ubicado en las coordenadas 39°59′00″N 76°01′59″O / 39.98333, -76.03306.

## Demografía
Según la Oficina del Censo en 2000 los ingresos medios por hogar en la localidad eran de $45,795 y los ingresos medios por familia eran de $49,623. Los hombres tenían unos ingresos medios de $36,644 frente a los $22,153 para las mujeres. La renta per cápita de la localidad era de $16,268. Alrededor del 9,3% de la población estaba por debajo del umbral de pobreza.